# Миссия: Антициклон

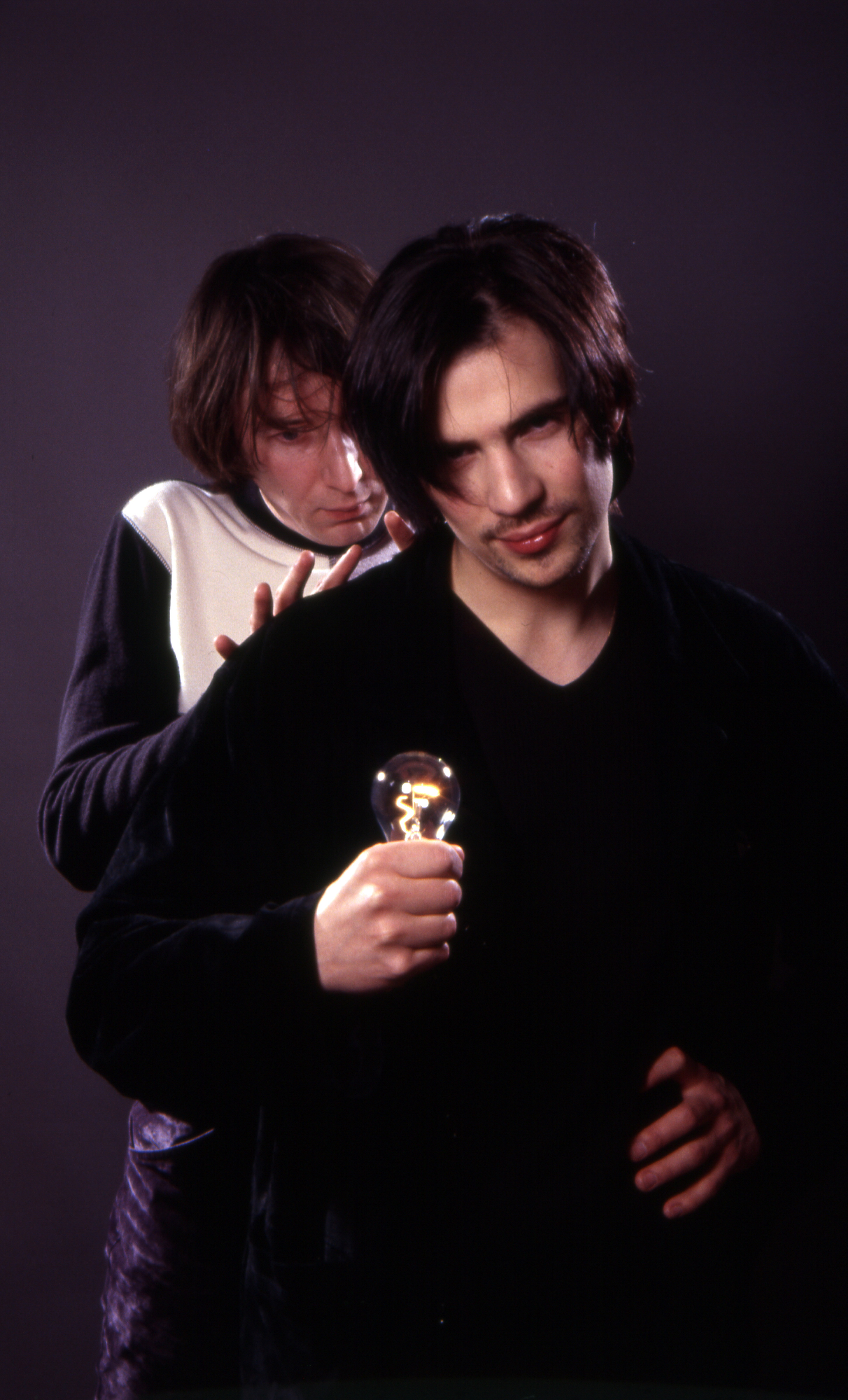

Миссия: Антициклон — советская и российская рок-группа.

## История
Образована в Магадане в весной 1987 года Геннадием Вяткиным и Олегом Волковым.
В начале пути группа играла оригинальный и самобытный хард-рок при непосредственном и активном участии гитариста Игоря Матвеева и называлась «Опасная зона». Летом 1987 года в группу «ОЗ» приходит гитарист «легендарной» магаданской группы «Фаэтон» Николай Браславский и приглашает к сотрудничеству гитариста неизвестной магаданской группы «Авто-Токио» Константина Иванова-Дюжардена (в наст. вр работает в московской группе «Браво»).
Дебют группы состоялся на первой Магаданской рок-лаборатории в ноябре 1987 года. В декабре’87-январе’88 года на первых гастролях по Чукотке в г. Анадырь звукорежиссёр местного ДК Павел Подлипенко записывает первый альбом-демозапись «Вкус магнитного хлеба». Однако постепенно ориентиры группы начали смещаться в сторону гитарного, модного в те времена муз. стиля, «New Wave» (Новая волна).
На сцене участники группы использовали грим, а также элементы перформанса (костюмированный театр).
К 1989 году в своём активе группа имеет два полноценных альбома «Вкус магнитного хлеба» (записан в Анадыре) и «Супербаллет» («Суппербаллет» записан в ДК «Местпрома», г. Магадан), и летом того же года «М:А» участвует в международном рок-фестивале «Рок чистой воды» (пароходный тур по городам Поволжья), где даёт концерты с такими российскими рок-группами как «Воскресение» (Москва), «Аукцион» (Санкт-Петербург), «Чайф», «Апрельский Марш», «Хроноп» (Нижний Новгород) и «Отражение» (Екатеринбург). Летом того же года «М:А» записывает аудио-альбом «С Миссией в Москве» в ТЦ «Останкино», и там же снимает видеоклип на песню «Что дальше?».
Осенью 1989 года группа берет гран-при на сибирском международном рок-фестивале «Рок Азия», и гастролирует по городам Сибири и Дальнего Востока: Хабаровск, Комсомольск-на-Амуре, Новосибирск, Красноярск, Омск, Иркутск, Барнаул и т. д. В 1991 году записывается альбом «Kainogono». Эта работа выпускается на цветном виниле, согласно собственной концепции. Часть тиража вышла на красных пластинках, другая часть на синих. Красно-синяя гамма присутствует и на обложке.
После записи «Kainogono» группа перебирается в Барнаул. Там, в 1994 году, был записан концептуальный альбом «Монро». На нём присутствовали как хиты группы «Если это революция», так и новые песни. В Барнауле Геннадий Вяткин работал диджеем на местном радио.
Во второй половине 1990-х начался новый этап творчества группы. В 1998 году был записан альбом «Складно и ладно». Однако, альбому не хватило раскрутки.
В 2003 году «Миссия: Антициклон» эксперовала со стилем электроклэш. В этот период в составе группы три участника: Геннадий Вяткин, Константин Дюжарден и Елена Кауфман. В 2003 году музыканты выпустили альбом «Сборник свежей электронно-танцевальной музыки», где якобы собраны композиции молодых электронных музыкантов из России.
После 2004 года группа уходит в творческий отпуск. Геннадий Вяткин живёт в Магадане. В 2010 году он вошёл в состав жюри конкурса молодых талантов «Золотая лестница».
В 2011 году Вяткин принимает участие в программе «Народный продюсер». 1 октября он выступил в спортивном комплексе «Снежный» г. Магадан.
В 2014 году «Миссия: Антициклон» начала запись нового альбома «EVOLOVE».
29 апреля 2022 года на стриминговых площадках состоялся релиз 8 ремастеров альбомов «М:А» и сборника «Антик 9204». В переиздании альбома «Сборник свежей электронно-танцевальной музыки», озаглавленной «Миссия:А», отсутствует трек «Амстердам», но добавлен трек «Sugar Daddy».
3 июня 2022 года альбом «EVOLOVE» выпущен на стриминговых площадках. Альбом открывается новым треком «Голые короли», аранжировки некоторых треков значительно отличаются от треков в демо-версии альбома.

## Состав
Основной состав группы:
- Геннадий Вяткин — вокал, бас-гитара;
- Константин Дюжарден — гитара.

## Дискография
- 1987 — Вкус магнитного хлеба
- 1988 — Супербаллет
- 1990 — C Миссией в Москве
- 1991 — Kainogono
- 1994 — Монро
- 1998 — Складно и ладно
- 2003 — Миссия: А: Сборник свежей электронно-танцевальной музыки
- 2018 — EVOLOVE (демо)
- 2022 — EVOLOVE
- 2022 — Антик 9204

## Примечание
Одна из участниц Миссии Елена Кауфман стала участницей «Фабрики звёзд 5».
С 2004 года Константин Дюжарден (Иванов) является звукорежиссёром группы «Браво»
Геннадий Вяткин работает музыкальным обозревателем газеты «Колымский тракт» и пишет книгу «Инс и Аутс»
Николай Брославский играет во Владивостоке в кришнаитской группе «Чинтамани Бэнд»